# メウリアーノ
メウリアーノ（伊: Meugliano）は、イタリア共和国ピエモンテ州トリノ県ヴァルキウーザに属する分離集落（フラツィオーネ）。
かつては独立したコムーネであったが、2019年1月1日にトラウゼッラ、ヴィーコ・カナヴェーゼと合併して新自治体の一部となった。

## 地理

### 位置・広がり

#### 隣接コムーネ
コムーネとしてのメウリアーノは、以下のコムーネと隣接していた。
- トラヴェルセッラ
- ブロッソ
- トラウゼッラ
- カステッラモンテ
- アーリチェ・スペリオーレ
- ルエーリオ
- ヴィーコ・カナヴェーゼ
- ルニャッコ